# أرتيوم ألكسندروفيتش سميرنوف
أرتيوم ألكسندروفيتش سميرنوف هو لاعب كرة قدم روسي في مركز حراسة المرمى، ولد في 6 يناير 1989 في ياروسلافل في روسيا. لعب مع شينيك ياروسلافل ونادي توسنو.

## وصلات خارجية
- أرتيوم ألكسندروفيتش سميرنوف على موقع قاعدة بيانات كرة القدم.إي يو (الإنجليزية)
- أرتيوم ألكسندروفيتش سميرنوف على موقع Soccerway.com (الإنجليزية)